# Marisol Aguilera
Marisol Aguilera Meneses (n. La Asunción, Nueva Esparta, Venezuela) es una bióloga venezolana cuyo ámbito de acción excede sus intereses profesionales para contribuir con el mejoramiento de la ciencia y la tecnología en Venezuela a través de su labor como investigadora en el área de la evolución y la ecología de vertebrados y como presidenta de la Asociación Venezolana para el Avance de la Ciencia (AsoVAC) y de la Organización Internacional Interciencia, la cual reúne a las asociaciones para el avance de la ciencia de toda América.

## Biografía
Marisol Aguilera estudió Biología en la Universidad Central de Venezuela de donde egresó como licenciada en biología en 1971. Tras varios cursos de especialización, en Venezuela, Francia y Chile, en 1995 obtiene el doctorado en ecología tropical en la Universidad de los Andes, Venezuela. Aguilera ingresó como profesora ordinaria en la Universidad Simón Bolívar, institución en la que, a la par de su carrera como investigadora científica, desempeñó cargos gerenciales como directora del Instituto Recursos Naturales Renovables, conservadora de teriología del Museo de Ciencias Naturales, representante jefe Departamento Estudios Ambientales y directora División de Ciencias Biológicas.
En su carrera como profesora en la Universidad Simón Bolívar, Aguilera ha sido tutora de 26 estudiantes de pre y postgrado. En su currículum exhibe 60 publicaciones en revistas nacionales e internacionales y más de 150 ponencias en congresos nacionales e internacionales.

### Áreas de investigación
Aguilera trabaja en las áreas de ecología, evolución, biodiversidad, conservación y manejo. El eje central de su investigación es la cariología de mamíferos, el estudio de los cromosomas como una aproximación para comprender procesos evolutivos, resolver problemas sistemáticos, contribuir al diseño de estrategias de manejo y conservación de la fauna silvestre y cinegética. También ha desarrollado trabajos en el área de bioética, en la cual ha dictado conferencias en varias universidades. Aguilera está convencida de que en Venezuela hay un rezago en materia de bioética y ha expresado su preocupación por el tema.
Ha sido coeditora de cinco libros, entre ellos el de la Biodiversidad en Venezuela, editado por la Fundación Polar y Fonacit en 2003, único en Venezuela pues en él participaron 78 investigadores de todo el país.

## Premios y distinciones
- Orden 18 de julio: Tercera Clase, en reconocimiento a los 10 años de trabajo en la Universidad Simón Bolívar, 1987; Segunda Clase, en reconocimiento a los 15 años de trabajo en la universidad, 1992; Primera Clase, en reconocimiento a los 20 años de trabajo en la universidad, 1997.
- Premio Andrés Bello, Mención Ciencias Básicas al mejor trabajo científico ("Ciclo de Vida, Morfometría Craneana y Cariología de Holochilus venezuelae Allen 1904, Rodentia, Cricetidae") del año, otorgado por la Asociación de Profesores de la Universidad Simón Bolívar. 1988.
- Investigadora Nivel I, Programa Promoción del Investigador (CONICIT 1990-1994).
- Orden Henri Pittier en su Tercera Clase, otorgada por el MAC y el MARNR 1991.
- Premio Anual de CONICIT al Mejor Trabajo Científico, área biología, Mención Honorífica por el trabajo: "Food habits of Holochilus venezuelae in rice fields".1991.
- Premio Andrés Bello, Mención Ciencias Básicas, Mención Honorífica (trabajo: "An allopatric karyomorph of the Proechimys guairae complex (Rodentia: Echimyidae)in eastern Venezuela") otorgado por la Asociación de Profesores de la Universidad Simón Bolívar. 1992.
- Investigadora Nivel II, Programa Promoción del Investigador (CONICIT 1994-2000).
- Premio Andrés Bello, Mención Ciencias Básicas, Mención Honorífica (al trabajo: "Cranial differentiation in the chromosomal speciation of the genus Proechimys (Rodentia, Echimyidae), otorgado por la Asociación de Profesores de la Universidad Simón Bolívar. 1995.
- Profesor Meritorio Nivel II (CONABA 1998 y 2001).
- Investigadora Nivel IV, Programa Promoción del Investigador (2003-2011).[1]